# Vasily Alekseyevich Degtyaryov

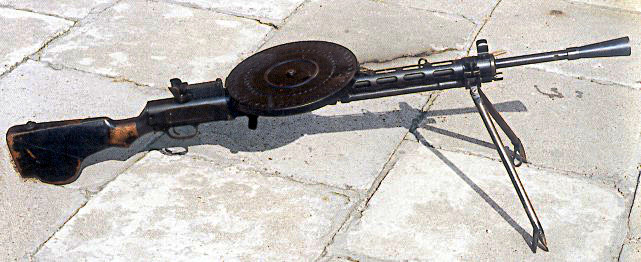
Súng máy DP-27

Vasily Alekseyevich Degtyaryov (tiếng Nga: Васи́лий Алексе́евич Дегтярёв; 2 tháng 1 năm 1880, Tula - 16 tháng 1 năm 1949, Moskva) là một kỹ sư người Nga chuyên thiết kế vũ khí, Thiếu tướng Kỹ thuật Công binh và Pháo binh, Tiến sĩ Khoa học Kỹ thuật (1940) và Anh hùng lao động Xã hội Chủ nghĩa Liên Xô (1940), 4 lần Giải thưởng Nhà nước Liên Xô.

## Tiểu sử
Degtyaryov trở thành thành viên CPSU năm 1941. Ông đứng đầu phòng thiết kế súng bộ binh đầu tiên của Liên Xô. Ông đã thiết kế ra nhiều mẫu súng máy, súng tiểu liên và súng chống tăng được sử dụng phổ biến trong quân đội Liên Xô.
Vasily Degtyaryov được trao tặng Giải thưởng Stalin vào các năm 1941, 1942, 1944 và 1949 (truy tặng). Ông cũng đã được trao ba Huân chương Lenin và nhiều huân, huy chương khác.

## Đóng góp
- Năm 1927, Hồng quân được trang bị súng máy hạng nhẹ 7,62 mm được gọi là DP (tiếng Nga: Дегтярёва Пехотный - ДП; "Súng bộ binh Degtyaryov (súng máy)"), còn gọi là DP-27. Thiết kế này cũng dẫn đến: 
  - Hai súng máy sử dụng trên máy bay: DA (ДА) và DA-2 (ДА-2) (Дегтярёва Авиационный)
  - Súng máy sử dụng trên xe tăng: DT (Дегтярёва Танковый - ДТ)
- Degtyaryov cũng thiết kế một vài mẫu súng tiểu liên, mẫu tốt nhất sẽ được Quân đội Liên Xô áp dụng vào năm 1934 (được hiện đại hóa vào năm 1940) với tên gọi PPD (Пистолет- пулемёт Дегтярёва - ППД, "Súng tiểu liên Degtyaryov").
- Năm 1930, Degtyaryov đã thiết kế một mẫu súng máy cỡ nòng lớn 12,7 mm DK (Д егтярёва Крупнокалиберный - ДК). Năm 1938, khẩu súng máy này được Georgy Shpagin nâng cấp và được gọi là DShK (Дегтярёва Шпагина Крупнокалиберный - ДШК).
- Năm 1939, Degtyaryov đã thiết kế mẫu súng máy hạng nặng của mình được gọi là DS (Дегтярёва Станковый - ДС). DS-39 được cấp cho Hồng quân và được sử dụng trong Chiến tranh Mùa đông 1939-1940. Cơ cấu dây đai tiếp đạn đã làm hỏng các hộp tiếp đạn và súng được cho là quá phức tạp và có thể bị trục trặc và đã bị rút khỏi hoạt động.
- Trong Chiến tranh Xô-Đức, Quân đội Liên Xô đã sử dụng Súng trường chống tăng 14,5 mm của Degtyaryov PTRD (Противо танковое Ружьё Дегтярёва - ПТРД).
- Gần cuối Thế chiến thứ hai, Degtyaryov đã thiết kế một khẩu súng máy hạng nhẹ sử dụng cỡ đạn trung gian 7,62×39mm, được đưa vào phục vụ Liên Xô vào năm 1946 với tên gọi súng máy hạng nhẹ RPD và được xuất khẩu sang nhiều quốc gia trên toàn thế giới.

## Danh hiệu và giải thưởng
- Giải thưởng Stalin; 
  - 1942 - hạng 1 và hạng 2
  - 1946 - hạng 2
  - 1949 - Hạng 1 (truy tặng)
- Anh hùng lao động xã hội chủ nghĩa (1940)
- Ba Huân chương Lenin
- Huân chương Suvorov, hạng 1 và hạng 2
- Huân chương Cờ đỏ Lao động
- Huân chương Sao đỏ

## Tưởng niệm

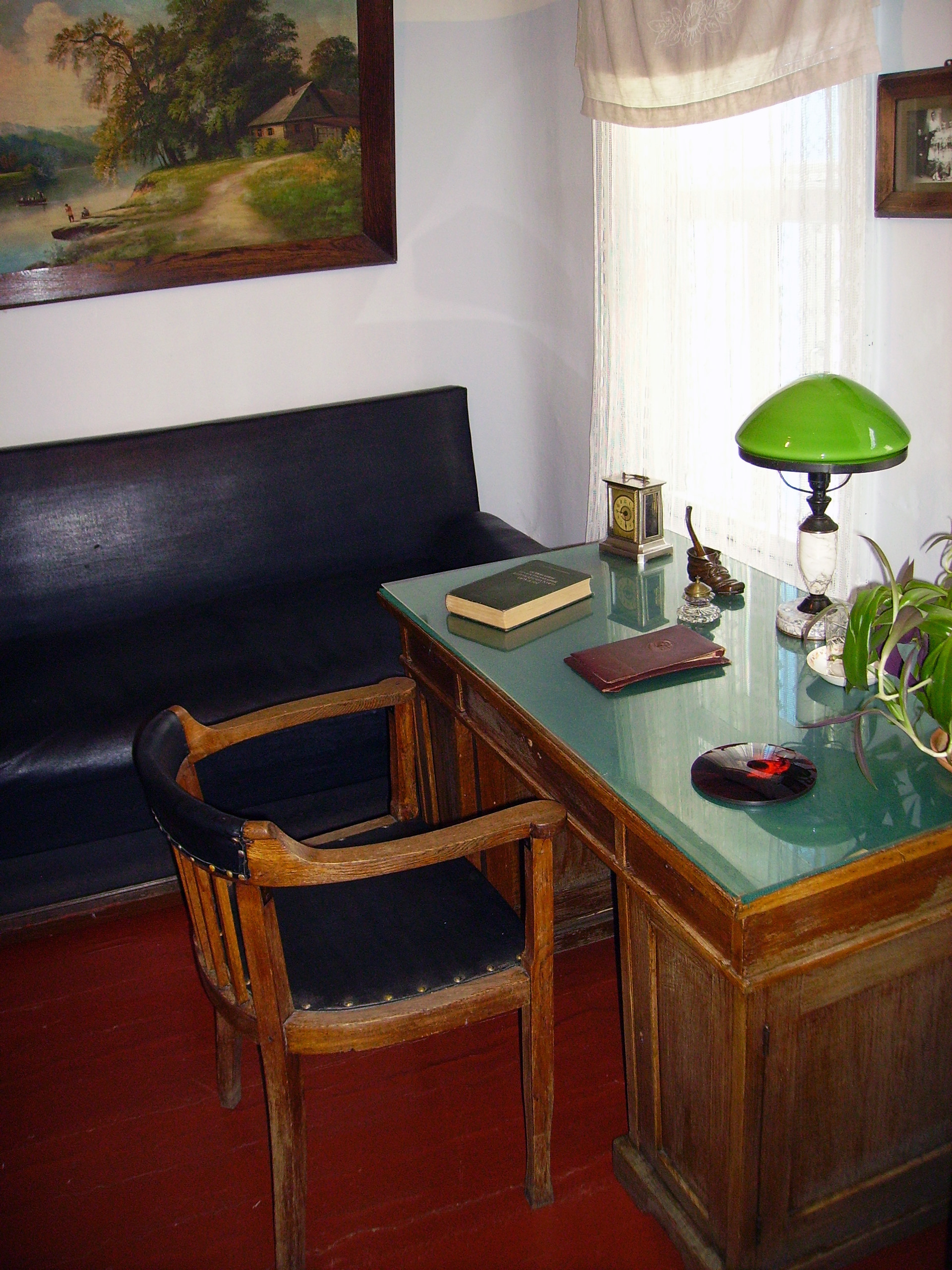
.Phòng kỹ sư trong nhà-bảo tàng.

Vào ngày nhà thiết kế qua đời, theo nghị quyết của Hội đồng Bộ trưởng Liên Xô, học bổng hàng tháng được thành lập mang tên ông:
- một suất dành cho nghiên cứu sinh (850 rúp) và một suất dành cho sinh viên (400 rúp) của Viện Cơ khí Quân sự Leningrad;
- hai suất dành cho sinh viên sau đại học (850 rúp) và hai suất dành cho sinh viên (400 rúp) của Viện Cơ khí Tula;
- năm suất dành cho sinh viên xuất sắc (350 rúp) của Trường Cao đẳng Kovrov.

Ngày 17 tháng 10 năm 1954, một tượng đài : được dựng lên ở Kovrov cho Degtyaryov, và một tượng bán thân và một số tấm biển đã được lắp đặt trên lãnh thổ của nhà máy sản xuất vũ khí mang tên ông. Tại đài tưởng niệm những người thợ làm súng và nhà thiết kế, một bức phù điêu với hình ảnh của ông đã được thực hiện. Trong ngôi nhà, nơi nhà thiết kế ở, vào ngày 6 tháng 1 năm 1978, một viện bảo tàng đã được khai trương . Ngoài ra, một trường kỹ thuật, một trường trung học, một trường mẫu giáo, một công viên giải trí, Nhà Văn hóa Công nhân Kim loại và Phố Komsomolskaya trước đây được đặt theo tên ông ở Kovrov . Một trại tiên phong gần làng Sukhanikha được đặt theo tên Degtyaryov . Ở nhiều thành phố của Liên Xô cũ (Kharkiv, Novosibirsk, Lomonosov, Saint Petersburg) có những con phố lưu giữ ký ức về người thợ súng Degtyaryov nhân danh ông. Ngày 6 tháng 11 năm 1979, là ngày kỷ niệm 100 năm của nhà thiết kế, Bộ Truyền thông Liên Xô đã phát hành một phong bì bưu điện có hình ảnh của ông . Ngày 2 tháng 1 năm 1980 tại Kovrov đã tổ chức một buổi hủy phong bì đặc biệt. Vào ngày 18 tháng 8 năm 2004, Bưu điện Nga cũng phát hành một phong bì có hình Degtyaryov.